# Leporinus steindachneri
Leporinus steindachneri är en fiskart som beskrevs av Eigenmann, 1907. Leporinus steindachneri ingår i släktet Leporinus och familjen Anostomidae. Inga underarter finns listade i Catalogue of Life.